# Апофеоз Гомера (картина Жана Енгра)
«Апофеоз Гомера» (фр. «L'Apothéose d'Homère») — велика алегорична картина французького художника Жана-Огюста-Домініка Енгра у стилі неокласицизму. Створена 1827 року за державним (королівським) замовленням спеціально для продажу у новозаснований музей Лувр. Нині експонується у Луврі (департамент живопису музею Лувр, її інв. номер 5417). 
Симетрична композиція зображує Гомера, якого увінчує лавровим вінком крилата богиня Перемоги або Слави. Сорок чотири додаткові фігури (персонажі) на картині засвідчують свою повагу до поета, визнаючи його заслуги. За задумом Енгра картина символізує персоніфікацію класичної вченості.